# Camille Bouhenry
Camille Bouhenry, né le 23 novembre 1873 à Saint-Martin-de-Bossenay (Aube) et mort le 15 juillet 1942 à Saint-Martin-de-Bossenay, est un homme politique français.

## Biographie
Agriculteur, il est investi dans diverses organisations agricoles et est vice-président de la Chambre d'agriculture. Maire de Saint-Martin-de-Bossenay en 1904, il est député de l'Aube de 1927 à 1932, inscrit au groupe des Républicains de gauche.

## Sources
« Camille Bouhenry », dans le Dictionnaire des parlementaires français (1889-1940), sous la direction de Jean Jolly, PUF, 1960 